# Le avventure di Don Giovanni
Le avventure di Don Giovanni (Adventures of Don Juan) è un film del 1948 diretto da Vincent Sherman.
Nel 1950 il film ha vinto il Premio Oscar per i migliori costumi.

## Accoglienza

### Critica
(Mario Gromo, La Stampa, 28 gennaio 1950)

## Altri media
Nel 1948 il fumettista Norman Pett ne realizzò una trasposizione a fumetti.